# Kratochvílite
La kratochvílite è un minerale descritto nel 1937 in base ad un ritrovamento avvenuto in una miniera nei pressi di Kladno, Boemia in Repubblica Ceca. Il nome è stato attribuito in onore del petrografo ceco Josef Kratochvíl.
Vi è incertezza sulla composizione della kratochvílite, la formula chimica potrebbe essere C13H10 (fluorene) o C14H10 (antracene).

## Morfologia
Identico al fluorene.
La kratochvílite si presenta sotto forma di squamette violacee.

## Origine e giacitura
Il minerale si forma nelle discariche di lignite di Kladno in Boemia o dal bruciare di scisti piritosi o di carboni.

## Caratteristiche chimico fisiche
- Peso molecolare: 166,2 grammomolecole[3][7]
- Volume di unita di cella: 905,7 Å³[7]
- Molecole per unità di cella: 4[7]
- Dispersione: debole[7]
- Indici di rifrazione: 1,578 | 0 | 0 | 0 | 0 | 0[7]
- Magnetismo: assente[7]
- Birifrangenza: 0,341[7]
- Densità di elettroni: 1,29 g/cm³
- Indici quantici[3]:
  - Fermioni: 0,01
  - Bosoni: 0,99
- Indici di fotoelettricità[3]:
- PE: 0,14 barn/elettrone
- ρ: 0,18 barn/cm³
- Indice di radioattività GRapi: 0 (il minerale non è radioattivo)[3]